# Pre-Millennium Tension
Albums de Tricky
Nearly God
(1996) Angels with Dirty Faces
(1998)
Pre-Millennium Tension est le troisième album de Tricky, sorti en 1996. À la suite du succès inattendu de Maxinquaye, Tricky réalise un album beaucoup plus sombre, avec un univers musical plus paranoïde, qui apparaît beaucoup moins accessible. Il met en vedette sa collaboratrice de longue date Martina Topley-Bird et l'ancien guitariste de Mama's Boy Pat McManus.

## Titres
1. « Vent »
2. « Christiansands »
3. « Tricky Kid »
4. « Bad Dreams »
5. « Makes Me Wanna Die »
6. « Ghetto Youth »
7. « Sex Drive »
8. « Bad Things »
9. « Lyrics of Fury »
10. « My Evil Is Strong »
11. « Piano' »